# 赫尔曼·兰肖夫
赫尔曼·兰肖夫（1905年3月2日—1986年）是一位德裔美国攝影師，出生于慕尼黑，在20世纪30年代到20世纪50年代在巴黎和纽约开创了国际時裝攝影的先河。